# Sade McCreath
Sade McCreath (Toronto, 25 de junio de 1996) es una deportista canadiense que compite en atletismo, especialista en las carreras de velocidad.
Ganó una medalla de oro en los Relevos Mundiales 2025, en la prueba de 4 × 100 m mixto. Participó en los Juegos Olímpicos de París 2024, ocupando el sexto lugar en la prueba de 4 × 100 m.

## Palmarés internacional
| Relevos Mundiales | Relevos Mundiales | Relevos Mundiales | Relevos Mundiales |
| Año               | Lugar             | Medalla           | Prueba            |
| ----------------- | ----------------- | ----------------- | ----------------- |
| 2025              | Cantón (China)    | Medalla de oro    | 4 × 100 m mixto   |